# Glaselektrode

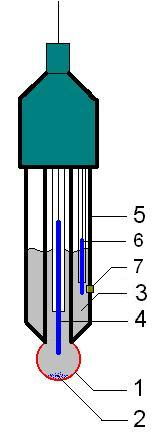
Schema van een pH-elektrode. De centrale ruimte maakt deel uit van de glas-elektrode, de mantelruimte huisvest de referentie-elektrode.
1. Glasmembraan
2. Binnenruimte van de glas-elektrode
3. Mantelruimte
4. Meetelektrode, doorgaans een zilver/Zilverchloride-elektrode
5. Buitenbehuizing van de elektrode
6. Referentie-elektrode, doorgaans ook een zilver/Zilverchloride-elektrode
7. Frit

Een glaselektrode is een potentiometrische sensor die van een speciaal soort glas gemaakt is.
De meeste ionselectieve elektroden zijn  gevoelig voor enkelwaardige ionen als  H+, Na+, Ag+, slechts enkele (gemaakt van chalcogenideglas) zijn gevoelig voor dubbelwaardige ionen als Pb2+ en Cd2+. Er zijn namelijk twee manieren om glas te maken:
- silicaatglas bestaat uit een moleculennetwerk van siliciumdioxide (SiO2) met toevoegingen van metaaloxides van onder andere Na, K, Li, Al, B, Ca, ...
- chalcogenideglas bestaat uit een moleculennetwerk van AsS, AsSe en AsTe.

Normalerwijze is een bepaalde glaselektrode slechts gevoelig voor één soort ion (bijvoorbeeld pH, pNa). Ionselectieve elektroden is een verzamelnaam. Het is echter wel mogelijk dat de selectiviteit van een elektrode niet sluitend is; de gevoeligheid voor een verstorend ion (dat je niet wil meten) moet zo laag mogelijk zijn.

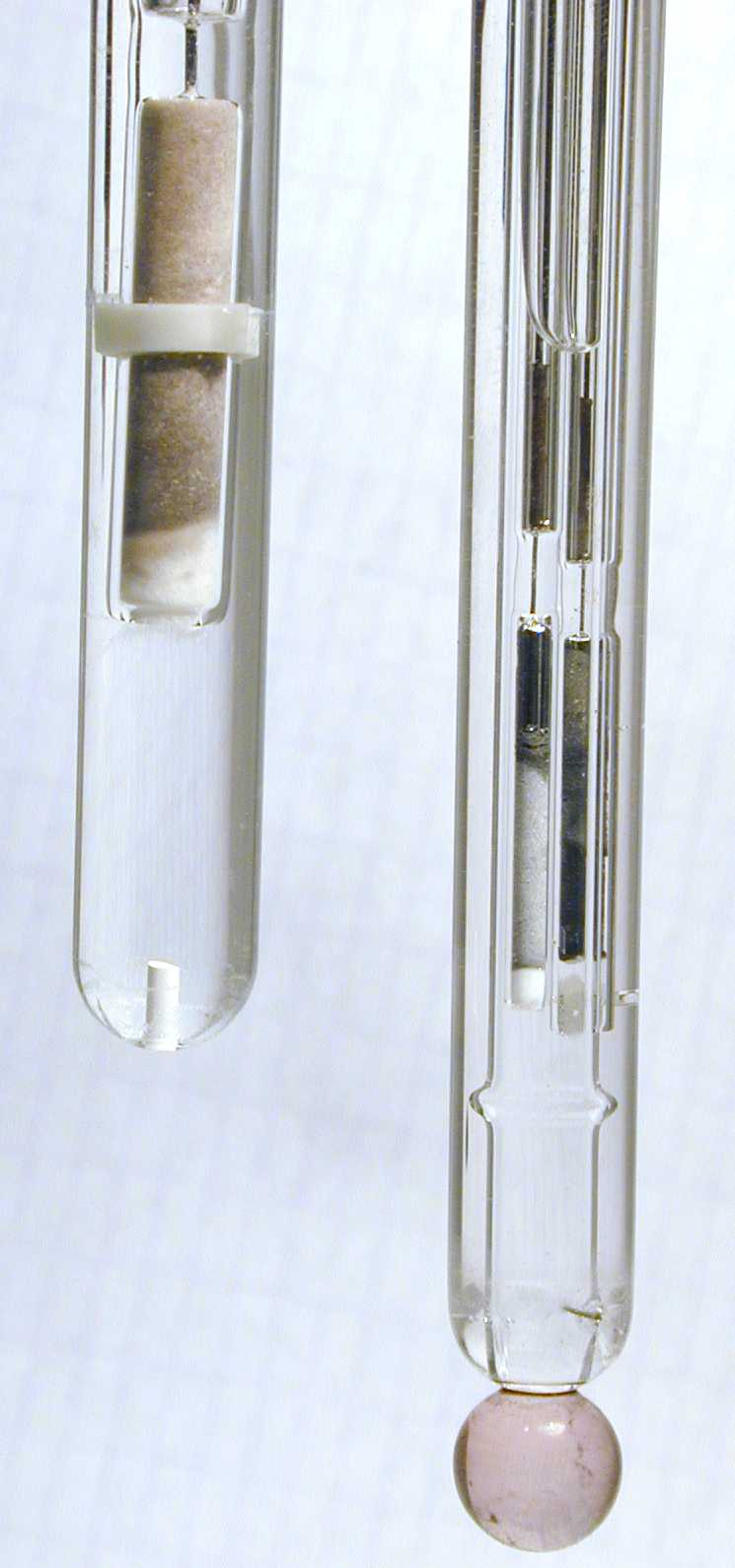
Zilver/zilverchloride- referentie-elektrode (links) en pH-glaselektrode (rechts). Let op de "frit".